# Konstantin Skorobogatov
Konstantin Skorobogatov (6 marzo 1887 – Leningrado, 28 luglio 1969) è stato un attore sovietico.

## Filmografia parziale

### Attore
- Pugačëv, regia di Pavel Petrov-Bytov (1937)
- La sconfitta di Judenič (Razgrom Judeniča), regia di Pavel Petrov-Bytov (1940)
- Pirogov, regia di Grigorij Kozincev (1947)
- Den' pervyj, regia di Fridrich Ėrmler (1958)

## Premi
- Artista onorato della RSFSR
- Artista popolare della RSFSR
- Artista del popolo dell'Unione Sovietica
- Premio Stalin
- Ordine di Lenin
- Ordine della Bandiera rossa del lavoro